# 宗教语言问题
宗教语言问题关注的是，如果人们认可传统观念中上帝的无形性、无限性和永恒性，对上帝的探讨是否还有意义。这种传统观念加大了用语言描述上帝的困难，使得宗教语言很可能因此而毫无意义。宗教语言的相关理论包含两个分支，一支试图证明该语言的无意义，而另一支则尽可能展现宗教语言在某种情况下依然有其意义。
传统的宗教语言形式包括否定神学、类比、象征和神话，这些形式都是通过人类的话语来对上帝进行探讨。否定神学是通过描述“上帝不是什么”来反向定义上帝；类比是以人类特质为基准来衡量神的特质；象征则是使用比喻性语言来描述字面上不可言喻的经验；而以神话解释宗教，则是为了揭示宗教故事背后的基本真理。宗教语言的替代阐释，则为其赋予了一定政治、施为或命令的功能。
经验主义者大卫·休谟指出，必须以逻辑实证主义者运动中较有影响力的观点，特别是哲学家A. J. 艾耶尔的主张，来验证关于事实的阐述。该运动提出，只有通过实证及感官体验检验过真伪的观点，才可能是有意义的。因此，严格遵循逻辑的实证主义者认为，宗教语言必然是无意义的，因为其主张往往无法得以证实。 一些学者认为，奥地利哲学家路德维希·维特根斯坦会将事物区分为可述和不可述两部分，所以是一位逻辑实证主义者；但也有学者认为，他强调神秘主义的重要性，因此不可能是逻辑实证主义者。 英国哲学家安东尼·傅卢同样提出了一个类似的问题，其依据的原则为：目前有关宗教信仰的论断不能通过实证检验真伪，因此，宗教主张毫无意义。
主要由路德维希·维特根斯坦提出的把语言比作“游戏”的观点，已经成为一种在宗教语言中构建意义的方式。该理论主张以游戏的方式去理解语言：每种游戏都有其特定规则来决定什么可以做、什么不能做，同理，每一语境下的语言都有其规则，以确定什么有意义、什么无意义。宗教可以算作一种在其自身语境中有意义的合理合法的语言游戏。人们还用各种寓言故事来解决宗教语言的意义问题。R. M. 哈尔通过疯子寓言来引入"伯利克"——不可证伪性概念，即建立某种世界观的依据——而这一概念并不一定是全然无意义的。巴兹尔·米切尔则用了一个寓言来证明，即便信仰看似无法验证，但有其自身的逻辑性。约翰·希克通过天城寓言来引出他的末世证实理论，认为如果人有来生，那么宗教观点就可以在人死后得以验证。

## 宗教语言问题
宗教语言是一个因人类无法准确描述上帝而产生的哲学问题。一般概念中，上帝是无形、无限且永恒的，因此，普通语言往往无法对其加以描述。 由此，对上帝的评论乃至定性都并非易事：宗教信徒希望能够描绘出上帝的至善，但同时也认为这种“善”独一无二，是人类语言中的“善”所无法精辟描述的。 这会带来一个问题，即该如何（或可否）用有意义的话语来谈论上帝，而它又会引发关于宗教信仰的问题，因为在宗教生活中，描述和谈论上帝的能力至关重要。法国哲学家西蒙·威尔在其作品《等待上帝》中描述了她所处的困境：她对上帝的爱坚信不疑，同时却发现自己并不能充分地描述他。
中世纪关于神的“简单性”学说，也同样带来了一些宗教语言方面的问题。该学说认为，上帝并不具备偶然属性（不会对生命的本质产生影响的属性），因此，我们就不能继续按照传统方式来构建上帝，因为“善”这类属性都是偶然的。一旦接受神的简单性，再将上帝描述为“善”，则相当于把“善”和上帝等同起来。这种限制也会给宗教信徒带来麻烦；例如，《圣经》常常将种种情感归因于上帝，但在神的简单性学说下，这种归因又显得十分荒谬。
神学家萨丽·麦菲认为，由于社会世俗化程度的提高，近期出现的宗教语言问题大多都是基于个人经验的。她指出，人类的经验是关于世界的经验，而不是与神的定期相遇，因此，关于上帝的经验并不常见，可能也是不必要的。由此，她指出，宗教语言是一种偶像崇拜的体现，不足以表达出对上帝的敬畏之心，但同时，它也无关紧要，因为词汇的匮乏让这一切全然无意义。

## 有关宗教语言的经典解读

### 否定神学

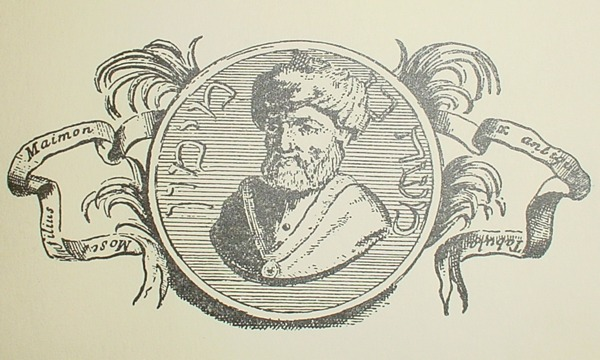
否定神学的开创者迈蒙尼德画像，绘于18世纪

犹太哲学家迈蒙尼德认为，人们只能反向描述上帝的属性。他的这一观点基于两个基本的犹太信仰：必须认可上帝是存在的，同时严禁用语言描述上帝。迈蒙尼德认可上帝的简单性，因此也认同人类不能赋予上帝任何必要属性。由此，他认为，关于上帝的陈述必须从反向进行，例如用“上帝并非没有生命”来代替"上帝活着"。迈蒙尼德并不认为上帝的一切属性均完美无缺；相反，他认为上帝存在于一切人类尺度之外。例如，上帝的全能指的是上帝的能力超越世俗能力，是任何其他能力所无可比拟的。迈蒙尼德的这种主张旨在说明上帝的本质是无法形容的，并提醒人们，用来描述上帝的语言存在局限性。

### 类比
托马斯·阿奎那认为，人们所描述的上帝是人类经验的一个类比。类比所用的词汇可以与主体有关，也可以无关，因此，一些类比词是单义 (只有一种含义)的，也有一些是多义(具有多个潜在含义)的。他指出，类似人类品质的敬虔品质词就是参照人类话语进行的象征性描述；例如，在说上帝至善时，并不是指上帝所体现的是人类的“善”，而是以人类的“善”作为一种参考，来描述上帝的至善。
哲学家达德·史密德斯强调，宗教语言具有象征性。他认为科学与宗教之间并不存在任何冲突，并提出“相信”就意味着接受一种信仰（在基督教背景下指相信上帝存在），这与“了解”不同，因为后者只有在某物得到证明后才会发生。由此，史密得斯的这一观点说明，我们并不清楚自己所相信的事物。他认为，上帝不是世界的一部分，而是远远超越了人类世界的存在，因此，上帝与世界二者并没有可比性。他指出，即便世界上任何事物都不能与上帝相比较，人们依然可以相信上帝，因为对上帝的信仰只是看待世界的另一种方式（他将此比作两个人以不同方式欣赏一幅画）。史密得斯表示，我们完全没有理由去追问有关上帝的隐喻和象征的意义，因为这些隐喻就是我们所掌握的关于上帝的一切。他认为，我们谈论上帝时，只能说“为我”（pro nobis，对我们而言），而不能说“本质上”（in se，如此）或“无我”（sine nobis，排除我们自己）。 他强调，关键在于我们对上帝的构想并不需要切合实际，而是我们只能通过隐喻来构建上帝。
20世纪， 伊恩·拉姆齐进一步发展了类比理论，后来，阿利斯特·麦格拉思的诸多著作都引用了当时取得的进展。拉姆齐认为，宗教著作中展现出了上帝的诸多模式，它们彼此之间也会相互影响，即出现一系列关于救赎和上帝本质的类比。他提出，所使用的模型可以相互修改和限定，从而定义了其他类比的局限性。于是，任何一个独立的类比都是不充分的，而将所有这些类比汇集到一起，才构成了《圣经》中完整且自洽的上帝形象。其他的类比又可以拿来检验某个模型是否玷污或错误呈现了上帝形象。

### 象征

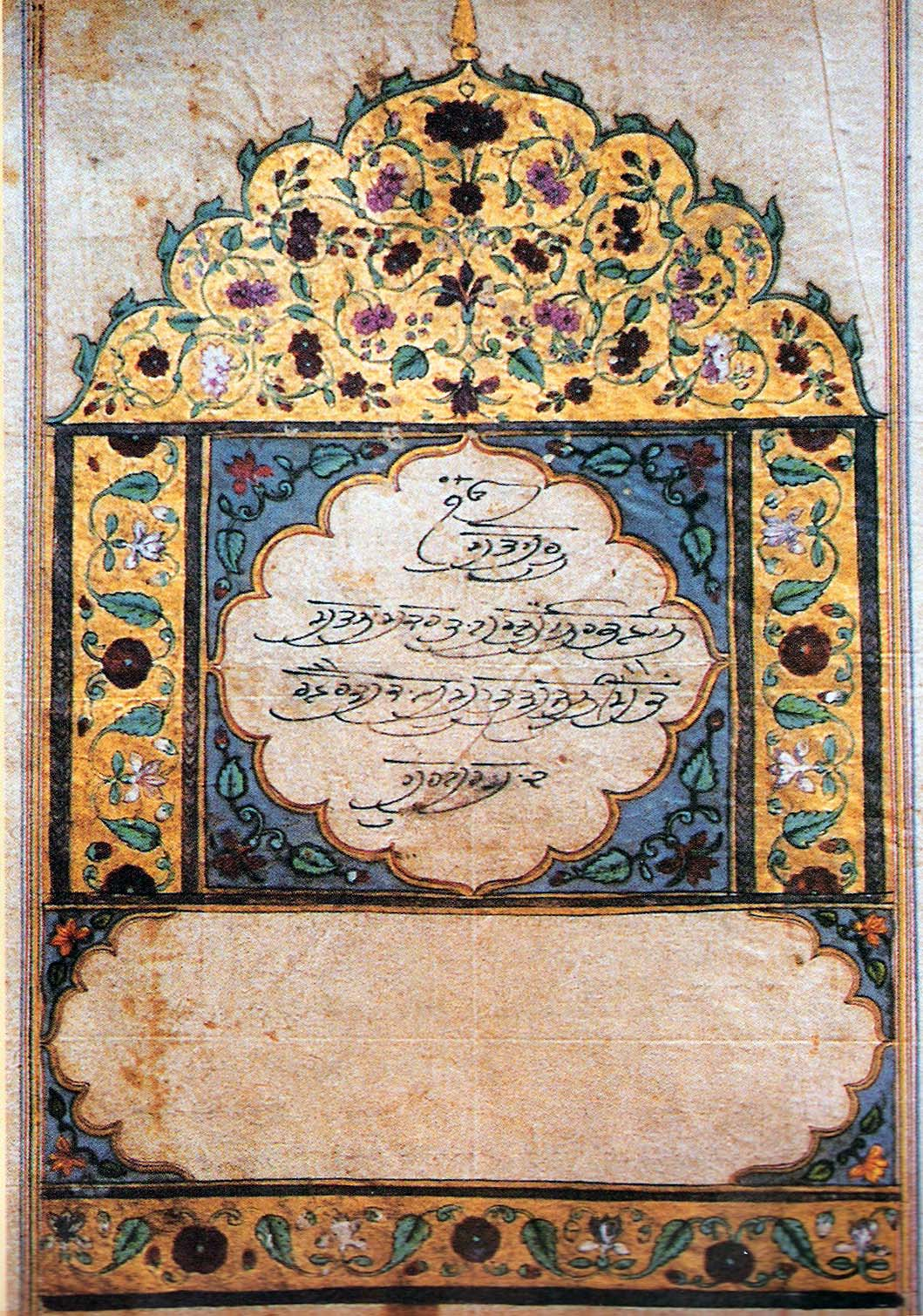
锡克教宗教文本,有图案装饰的《古鲁·格兰特·萨希卜》，其中的宗教语言使用了象征手法

哲学家保罗·田立客认为，象征手法是宗教信仰的最佳表达方式，因为符号可以指向超越其自身的意义，可以最好地展现崇高的宗教信仰。他认为，他认为任何有关上帝的表述都是象征性的，也会对相关概念的意义产生影响。田立客以国旗为例来说明他的观点：国旗所包含的意义超越其自身，不仅指向其所代表的国家，同时也参与到了国家意义之中。他指出，象征符号可以把宗教信徒及其个人内心深处与更庞大的现实结合起来。田立客认为，符号必须源自个体的集体无意识，并且只有在被无意识接受的情况下才会生效。他指出，符号是不能被发明创造出来的，他们只会在适当的时候自然产生或消亡。
路易斯·杜普雷在区分符号和象征的时候指出，符号是直接指向某物的，而象征只是代表。象征自身就具有一定含义：它并不是仅仅把人指向某物，而是直接代替了这一事物。他认为，象征具有一定的模糊性，而符号没有。杜普雷表示，象征包含了其自身所蕴含的内容，因此应该得到重视。象征所揭示的现实，不仅超越了人们所能看到的现实，也改变了人们的视角。杜普雷也对宗教和美学象征进行了区分，认为宗教符号指向的东西“是人类永远无法企及的”，且并不去揭示它们的本质，而是将其隐匿起来。
兰登·布朗·吉尔吉就其象征手法对宗教语言和经验进行了解释，明确了宗教象征主义与其他语用相区别的三个特征。首先，宗教象征意义具有双重关注点，既指经验性事物，也指超越性事物；吉尔吉指出，经验的表现指向了超越的存在。其次，他认为，宗教象征关注的是生活的基本问题，包括个体和集体的重要问题。最终，他表示，宗教象征为人们的生活方式提供了标准。

锡克教教义《古鲁·格兰特·萨希卜》就使用了象征和隐喻性语言。经书中，锡克教宗师不断重申他们在冥想中获得的经验不可说、不可知、不可解且超越感官——也就是说，他们的经验对象并不能被概念化。为了解决这一问题，锡克教宗师使用象征性和隐喻性的语言，假定神（萨巴德）与正在体验这一过程的人可以得到相似的神秘经验。例如，光可以用来指代精神上的现实。

### 神话
威廉·帕登认为，宗教语言以神话的方式，通过故事来表达真理。对于信奉宗教的人来说，神话不仅是虚构故事，还讲述了宗教真理。帕登认为，神话必须依据某种神性的存在或力量来解释世界上的某些事物，如果做不到这一点，则不能被称之为神话，而只是"民间故事"。他以创世神话为例，将神话与科学假设区分开来，即后者可以通过科学验证，且无法进一步揭示更深层次的真理；而神话则无法经历科学理论式的分析。

路德教会的神学家鲁道夫·布尔特曼指出，《圣经》中的存在主义内容就是通过神话来表达的；布尔特曼试图找到神话面纱背后的存在真理，即所谓的“去神秘化”。布尔特曼对提供信息的语言和具有个人色彩的语言进行了区分，即后者具有顺服性。他认为，上帝通过圣言与人类进行交流，体现了上帝固有的语言特征，力求让人们具备自我理解的能力。布尔特曼认为，通过对《圣经》进行去神秘化处理，可以克服其文化内在性，他相信读者可以在这一过程中更好地认识上帝的道。
基督教哲学家约翰·希克认为，应当对《圣经》语言去神秘化处理，以此与自然主义相适应。他提出了一个去神秘化的基督论，认为耶稣不是神的化身，而是一个拥有极致神性体验的人。对于希克而言，把耶稣称作为上帝之子，是耶稣的追随者们为描述自身对耶稣形象的忠诚而使用的隐喻。希克认为，对道成肉身的去神秘化，鞥狗让世上众多宗教更合乎情理，并赋予它们平等的与上帝相遇的效力。

## 宗教语言的替代解释

### 政治
伊斯兰哲学家卡尔·恩斯特认为，宗教语言一般都具有政治性，其目的是在说服众人、建立权威的同时传达信息，这一点在公共领域尤为凸显。他解释说，伊斯兰教中一些对西方的现代批评有意使用与殖民主义者相同的话语，实际上是对殖民主义的意识形态反应。 恩斯特指出，由于被修饰过的宗教语言带有更深层的政治意义， 仅凭字面意思来理解这类语言是不可取的。 

### 表演性
彼得·多诺万（Peter Donovan）指出，大多数宗教语言与真理论述无关，而反被用来达成某些目的。 他指出，除陈述事实外，语言还有其他用法，例如传达情感、提出疑问等。它们在宗教生活中发挥着一定作用，因此，多诺万将这类用法称作“表演性”。例如，“我答应”一词代表了本人作出的承诺，而多诺万认为，大多数宗教语言都可以实现这一功能。路德维希·维特根斯坦也同样认为语言具有表演性，并列举出语言的不同用途。他认为“语言的含义在使用中体现”，对语言的使用即为表演性。 語言哲学家奧斯丁提出，宗教语言不仅是一种认知，同时也可以演化为社会行为，包括誓言、祝福、为孩子命名等。 他把表演性陈述与描述事态并促使其发生的陈述加以区分。 宗教历史学家本杰明·雷（Benjamin Ray）以宗教内部仪式的表现为例，来论证语言的表演性。他指出，仪式语言能够执行社会任务：如果牧师说刚刚发生过一次属灵事件，在场的人们都会相信他，因为牧师拥有属灵权威。他认为仪式的含义是由说话者所使用的语言定义的，而说话者在文化上被定义为超乎凡人。 

### 祈使语气
英国哲学家布赖斯韦特（R. B. Braithwaite）试图从经验上探讨宗教语言，并采纳了维特根斯坦的“意义即使用”概念。他把宗教言论比作道德言论，因为这二者既非描述性语言，又具有一定用途和意义。它们描述的并非世界，而是信徒面对世界的态度。布赖斯韦特认为，宗教言论与道德言论的主要区别在于，前者是包含故事、隐喻和寓言的语言体系的一部分。
内森·卡兹（Nathan Katz）教授在描写一座燃烧着的建筑物时，使用了类似于佛陀在《莲花经》中的语言，即宗教语言中的祈使语气。在该语句中，父亲看到自己的孩子正在燃烧的屋顶上，而他劝说孩子离开的方式，是答应它们下来就可以给他们玩具。卡兹称，寓言的意思并不是佛陀一直在说谎。相反，佛陀正是通过这种方式来展现语言的祈使用法。卡兹认为，宗教语言是一种祈使和相邀的语言，而不是关于真理的主张。

## 宗教语言面临的挑战

### 大卫·休谟
苏格兰哲学家大卫·休谟在其《人類理解論》的结论中指出，关于现实的主张必须由经验加以证实，而不能被验证的陈述则是毫无意义的，理应摒弃。休谟认为大多数宗教语言无法通过实验验证，因此将其摒弃。
它是否包含有关数量或数字的抽象推理？否。它是否包含有关存在事实的实验性推理？否。那就把它扔到火里去：因为它只能包含诡辩和幻想。
——大卫·休谟，《人类理解论》
休谟对不能谈论上帝这一观点加以批评，并提出这一观点与上帝不能被讲出的怀疑观点并无二致。他不相信阿奎那的类比理论，并认为上帝的属性必须与人类的属性全然不同，二者毫无可比性。休谟的怀疑主义对二十世纪的逻辑实证主义运动具有一定的影响力。

### 逻辑实证主义
逻辑实证主义运动起源于维也纳学圈，并由英国哲学家艾耶尔继承。维也纳学圈对分析性陈述和综合性陈述之间的区别采取以下看法：前者是其含义包含在词语本身之内的词，例如定义、同义反复或数学陈述，而后者则是关于现实的主张。 为了探究综合性陈述是否有意义，维也纳学圈发展了意义的可验证性理论，提出只有综合性陈述的真实性能够凭经验验证的情况下，才具有认知意义。 由于无法凭经验来验证有关上帝的叙述，逻辑实证主义者认为宗教主张毫无意义。
1936年，艾尔在其撰写的《語言、真理與邏輯》一书中指出，宗教语言毫无意义。 他提出了强有力的经验立场，认为所有知识要么必须来自对世界的观察，要么必须像数学陈述一样真实。 如此，他拒绝形而上学，因为它认为自然界和科学之外的世界依然真实。由于宗教语言以形而上学为基础，因此不可验证，于是，艾尔认为宗教语言以及有关道德或美学的陈述均毫无意义。 艾尔质疑所有有关神的陈述（包括有神论、无神论还是不可知论者），认为它们都一样无意义，因为它们都所探讨的都是形而上的、不可验证的存在。
奥地利哲学家维特根斯坦的著作《逻辑哲学论》的命题是“不能说话，就保持沉默。”贝弗利（Beverly）和布莱恩·克拉克（Brian Clack）指出，维特根斯坦的这一主张使其被许多门徒视为实证主义者，因为他区分了可以说和不能说的内容。他们辩称，这种理解是不准确的，因为维特根斯坦肯定了神秘主义（无法描述）的重要性。 维特根斯坦并非如逻辑实证主义者一样认为神秘主义者毫无意义，他认为，尽管世界上的事实保持不变，但看待这些事实的角度会有所不同。

### 证伪
伪造原则已成为一种备选理论，通过该理论，可以区分可能具有含义的宗教陈述和无意义的宗教陈述。该理论认为，大多数宗教语言是不可被证伪的，因为人们不可能凭经验证明其错误。分析哲学家安东尼·弗洛在1945年发表的具有里程碑意义的论文中指出，有意义的陈述必须能够同时断言和否认对事件的陈述。例如，“上帝爱我们”这句话既宣称上帝爱我们，又否认上帝不爱我们。弗洛坚持认为，如果一个宗教信徒无法说出在什么情况下他们关于上帝的陈述是虚假的，那么这样的陈述就是不可证伪且和毫无意义的。
弗洛利用约翰·维斯多姆的无形园丁的寓言，欲说明宗教语言的不可证伪性。这个寓言讲的是两个人在荒岛上发现了一个花园，其中一人认为应有园丁照看花园，另一人则认为它是自然形成的，没有园丁的存在。两人试图寻找园丁却未曾找到。因此，非信徒坚持认为没有园丁，而信徒则通过暗示该园丁不可见且无法被察觉来合理化他们看不到园丁的事实。 弗洛认为，如果认可信徒的解释，原始园丁将一无所有。他认为，宗教信仰者倾向于采用相应的理性化方式来应对经验证据的挑战。这些信念因其过度的完善和修改而最终变得毫无意义。 弗洛将其原则应用于诸如“上帝对人类的爱”这类宗教主张，认为如果它们有意义，即可否认某种状况。他认为，遇到不支持上帝爱人的证据（例如儿童病得奄奄一息时），有神论者将完善他们的主张来合理化此类证据；例如，他们可能会说，上帝的爱不同于人类的爱。弗洛认为，这样的修改让最初的主张毫无意义；他质疑上帝的爱实际应许和保证反对的是什么，并提出上帝的这种被修正的爱无法许诺任何事，也因此变得一文不值。
弗洛在其随后的许多著作中进一步坚持意义的可证伪性标准，但此后，他撤回了他在1945年发表的论文中的主张，即所有宗教语言都因不可证伪而毫无意义。弗洛专门利用新兴的分子遗传学科学（在他写原始论文时尚不存在），最终认可这种生物复制机制所揭示的复杂性可能与已知的地球进化不一致；此外，它也潜在地暗示了一种有效的经验验证方式，对“没有创造主上帝”进行证伪；“我所看到的最新工作进展说明，目前的物理宇宙为这些生命起源理论提供的时间太短，相应的工作便因此无法完成。”